# Чоко-Мару (6784)
Чоко-Мару (Choko Maru) — транспортне судно, яке під час Другої світової війни взяло участь в операціях японських збройних сил в Індонезії та на Соломонових островах.

## Передвоєнна історія
Судно спорудили в 1920 році на верфі Harima Shipbuilding в Айой для компанії Teikoku Kisen Kaisha, при цьому спершу воно мало назву «Сейну-Мару».
У 1924 році судно продали компанії Dai Nippon (Wakayama Esumi), а в 1928-му новим власником стала Yamashita Kisen Kaisha, при цьому судно перейменували на «Чоко-Мару».
10 серпня 1937 року, після початку Другої японо-китайської війни, судно реквізували для потреб Імперської армії Японії. 10 травня 1941 року його повернули власнику, проте вже 29 жовтня 1941 року повторно реквізували та призначили для перевезення військ.

## Вторгнення на Яву
19 лютого 1942 року «Чоко-Мару» та ще 38 транспортів полишили якірну стоянку Голо (поблизу однойменного острова в архіпелазі Сулу), мавши на борту 48-му піхотну дивізію. Під час переходу до конвою приєдналися ще 6 транспортів, але два судна відділились.
27 лютого з'єднання бойових кораблів виграло битву в Яванському морі, і в перші години 1 березня транспортні судна розпочали висадку військ на сході острова Ява біля Крагану.

## Операція на Соломонових островах
У вересні 1942 року судно прийняло на борт війська у корейському Пусані та перейшло до японського порту Саєкі. 29 вересня воно вийшло звідси у складі конвою «Окі 4» — одного із серії конвоїв, якими перекидали підкріплення для японського угруповання, котре вже два місяці вело важку битву за Гуадалканал. 13 жовтня «Окі 4» прибув до Рабаула — головної передової бази в архіпелазі Бісмарка, з якої провадились операції на Соломонових островах та сході Нової Гвінеї.
Утім, за іншими даними, «Чоко-Мару» опинилось у регіоні раніше та вже 12 жовтня перебувало на якірній стоянці Шортленд — прикритій островами Шортленд акваторії біля південного узбережжя острова Бугенвіль. Саме 12 жовтня воно полишило цю стоянку в супроводі тральщика W-22 та у другій половині 14 жовтня прибуло до Кавіенгу (друга за значенням японська база в архіпелазі Бісмарка, розташована на північному завершенні острова Нова Ірландія).
Далі «Чоко-Мару» перейшло до Рабаула, звідки 21 жовтня вирушило на Палау (важливий транспортний хаб на заході Каролінських островів) у складі конвою, котрий складався зі ще 4 суден під охороною двох есмінців. Незважаючи на ескорт, у другій половині дня в районі за 220 км на північний захід від Рабаула «Чоко-Мару» було торпедоване та потоплене підводним човном Gudgeon. Загинуло 5 членів екіпажу.